# なると (飲食店)
なるとは、株式会社なると（旧：有限会社若鶏時代なると）が北海道で展開する若鶏半身揚げ・ザンギなど唐揚げが名物の飲食店。「なるとグループ」として運営している店舗は「若鶏時代なると」「小樽なると屋」「回転寿司うずしお」である。「ニューなると」を運営していた株式会社鳴戸商事は2018年4月に倒産している。 2021年現在において、半身揚げおよび唐揚げ（ザンギ）の味付け、仕入先が同じ「なるとグループ」は、北海道内にある「若鶏時代なると」「小樽なると屋」のみしか存在しない。

## 概要
なるとは以下のように複数の会社により展開している
- 若鶏時代なると - 元祖である小樽市に構える1959年創業の「有限会社若鶏時代なると」が展開。創業者は栗嶌寅男[2]。現在は創業者の実孫（三女の次男）阿部誠が運営する。
- ニューなると - 株式会社鳴戸商事が展開、創業者の長女の夫である佐藤一磨が運営していたが2018年4月倒産。
- 小樽なると屋 - 株式会社FOOD COLLECTが展開、有限会社若鶏時代なるとと同じく阿部誠が運営している。
- なるとキッチン - 株式会社TREATが展開、「ニューなると」創業者の実子（「若鶏時代なると」創業者の実孫）である佐藤友昭が運営している[3]。
- 若鳥のなると - オホーツク管内で展開、血縁関係はないが「若鶏時代なると」からのれん分けして運営している。

## 店舗
若鶏時代なると

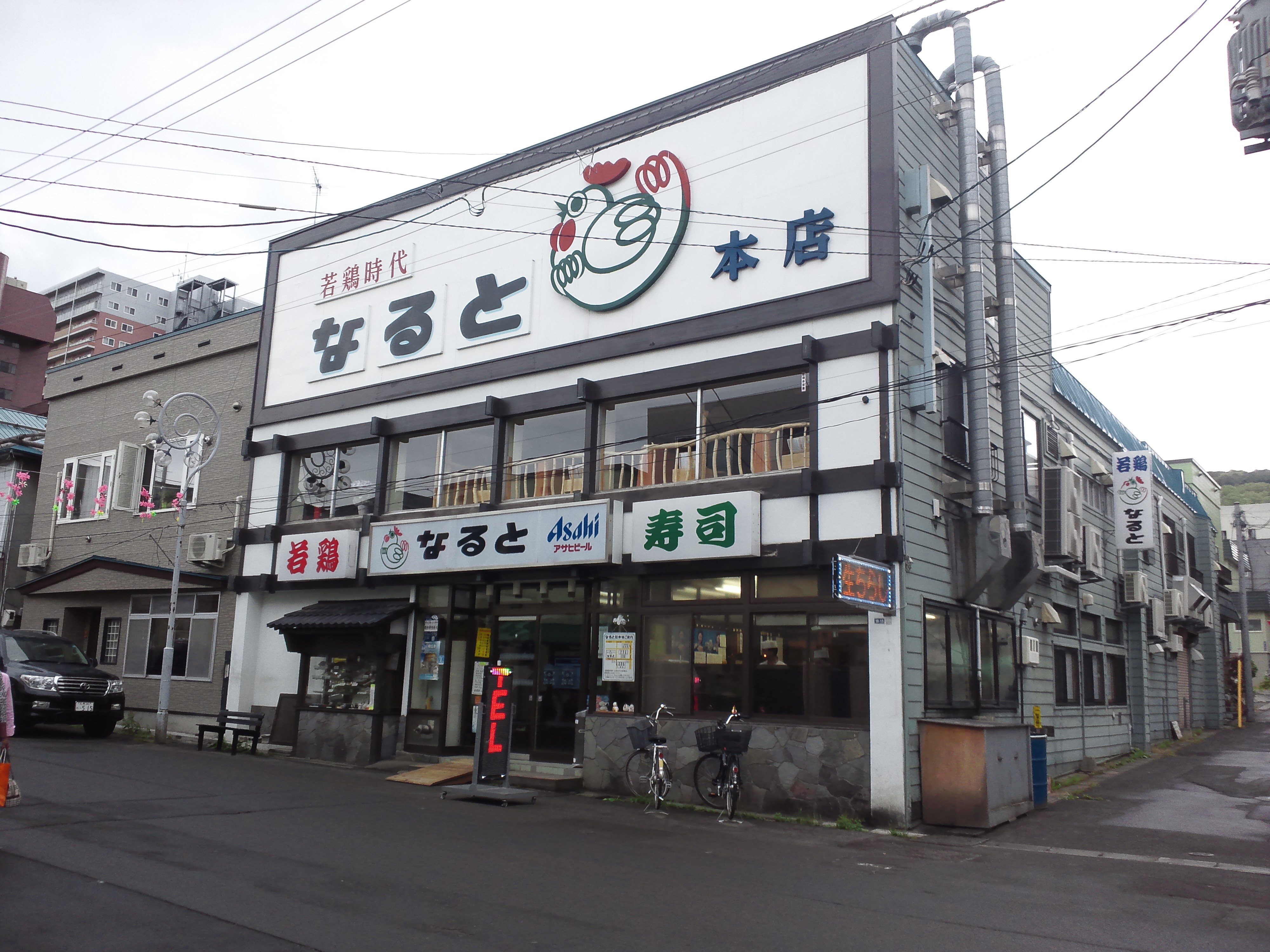
若鶏時代なると 本店

1956年、淡路島で鉄くず回収などを行っていた栗嶌寅男・たみ子夫妻は寅男が海軍時代に寄港し印象的だった小樽市へ移住し支店開設を試みるも失敗し、本社からの撤退の意向に反対して独立し淡路島近くの鳴門海峡に因んだ店名としてお好み焼き店「なると」を創業。お好み焼きの他海老や貝といった海鮮の鉄板焼を試みるも売れ行きが伸びない中、1960年に食品業者の勧めで5羽の鶏を仕入れて塩胡椒味の鉄板蒸し焼きにするも売れず腐敗が近くなり切羽詰まった状態で寅男が揚げる事を提案し、塩胡椒味に大鍋で揚げる形で半身揚げが誕生し、若鶏時代なるとを開店。その後、寿司や焼きそば等を出す大衆居酒屋に転換、早期からテイクアウト販売も行い半身揚げが盆や正月などのハレの日の食卓に並べられ土産としての需要を取り込み小樽市内外に知名度を高めていった。
北海道における若鶏半身揚げの元祖店であり、寿司・若鶏半身揚げがメインの飲食店であるが、カレー・天ぷら・丼もの・ラーメン・焼き鳥なども扱っている居酒屋・食堂である。北海道・東北の鶏を使用。料金は前払い制であり、追加注文をする場合、その都度会計をしなければならない。また、テイクアウトのみの場合、会計後店外の玄関ホールで待つことになる。
ニューなると
1978年創業。寿司・若鶏半身揚げがメインの寿司店。長女の夫佐藤一磨が経営。寿司職人として修行後、若鶏時代なるとで修行。1978年花園支店を譲り受け独立。 「小樽ニューなると」として丸井今井・Feeeal旭川とデパートにも展開し、半身揚げやザンギ・手羽先など揚げ物のみでテイクアウトのみとなっていた。北海道伊達市産の伊達地鶏の生肉を使用していた。2005年4月26日、2号店である出抜小路店を開店していたが閉店後は、小樽なると屋が出抜小路店のみ引き継ぐ。 2015年1月20日をもって閉店との告知がHPと店頭でなされたのち再開するも、運営する鳴戸商事が2018年4月に倒産。
なるとキッチン
2017年創業。「ニューなると」創業者の実子であり「若鶏時代なると」創業者の実孫である佐藤友昭が経営。「ニューなると」の姉妹店として2017年1月に札幌すすきの店をオープンし、2店舗目を2017年5月18日に道外初出店となる路面店を東京五反田にオープン
。2018年9月6日には初ののれん分けである広島店がオープン。
若鳥のなると
若鶏時代なるとで修行した店主が暖簾分けして独立。若鳥のなると（なると 網走店）を開店。北海道産の生肉を使用。 若鳥のから揚げ 網走なると北見店はここの流れを組む。

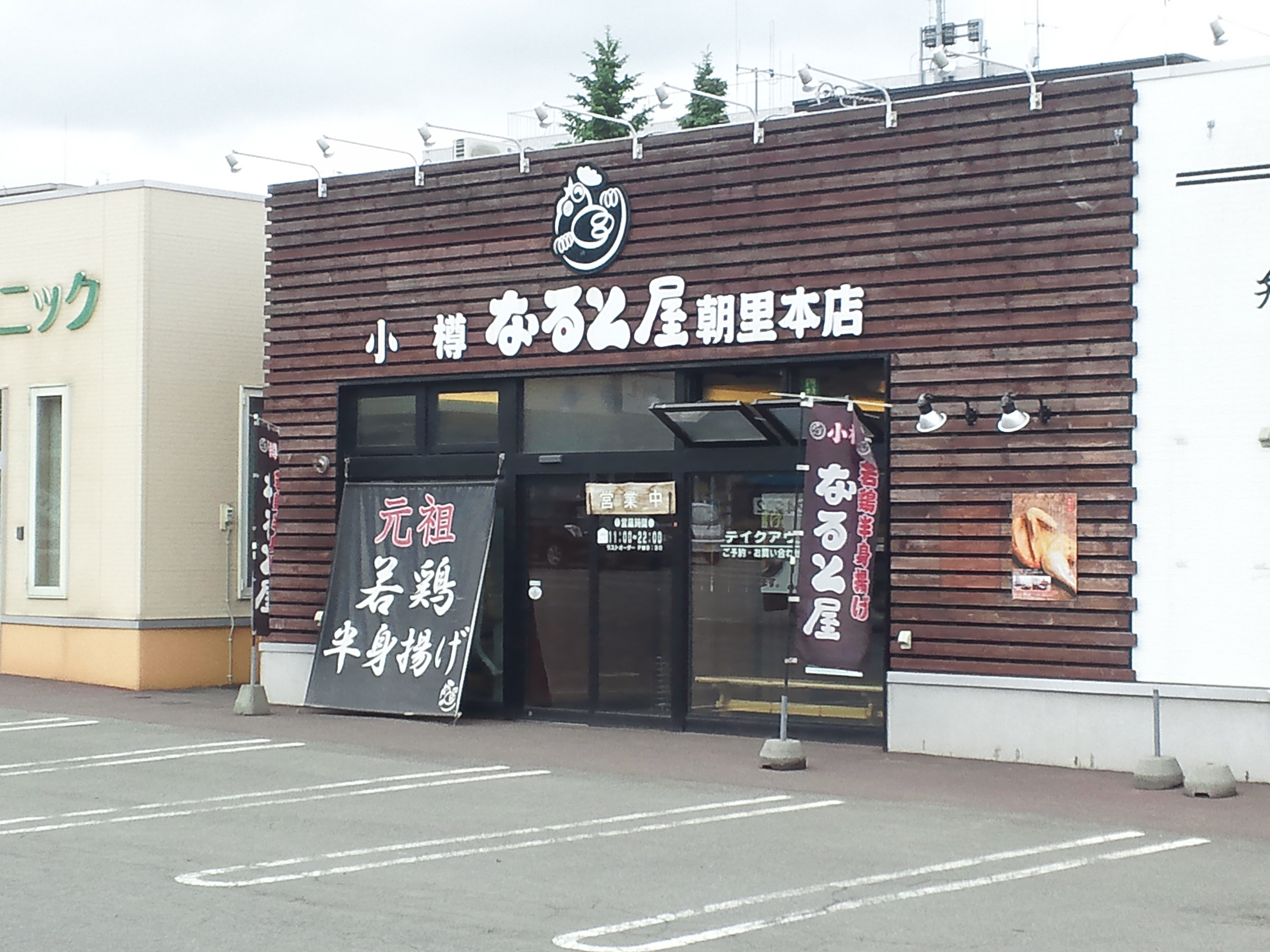
小樽なると屋 朝里本店
2007年、若鶏半身揚げをメインとした飲食店「小樽なると屋」を個人創業し、2008年11月株式会社NARUTO-YA.COMを設立。2011年商号を株式会社FOOD COLLECTに変更。小樽市・札幌市・帯広市・函館市・苫小牧市など北海道内に展開するチェーン店であったが、現在は肉加工製造に特化したことで、当社が運営していた飲食店舗を株式会社なるとが承継。国産の鶏を使用し、味・製法などをそのまま受け継いでいる。

## 特徴
鶏肉
北海道産鶏肉の生肉を使用。半身揚げについては生後40-43日程のブロイラーを用いている。
から揚げ

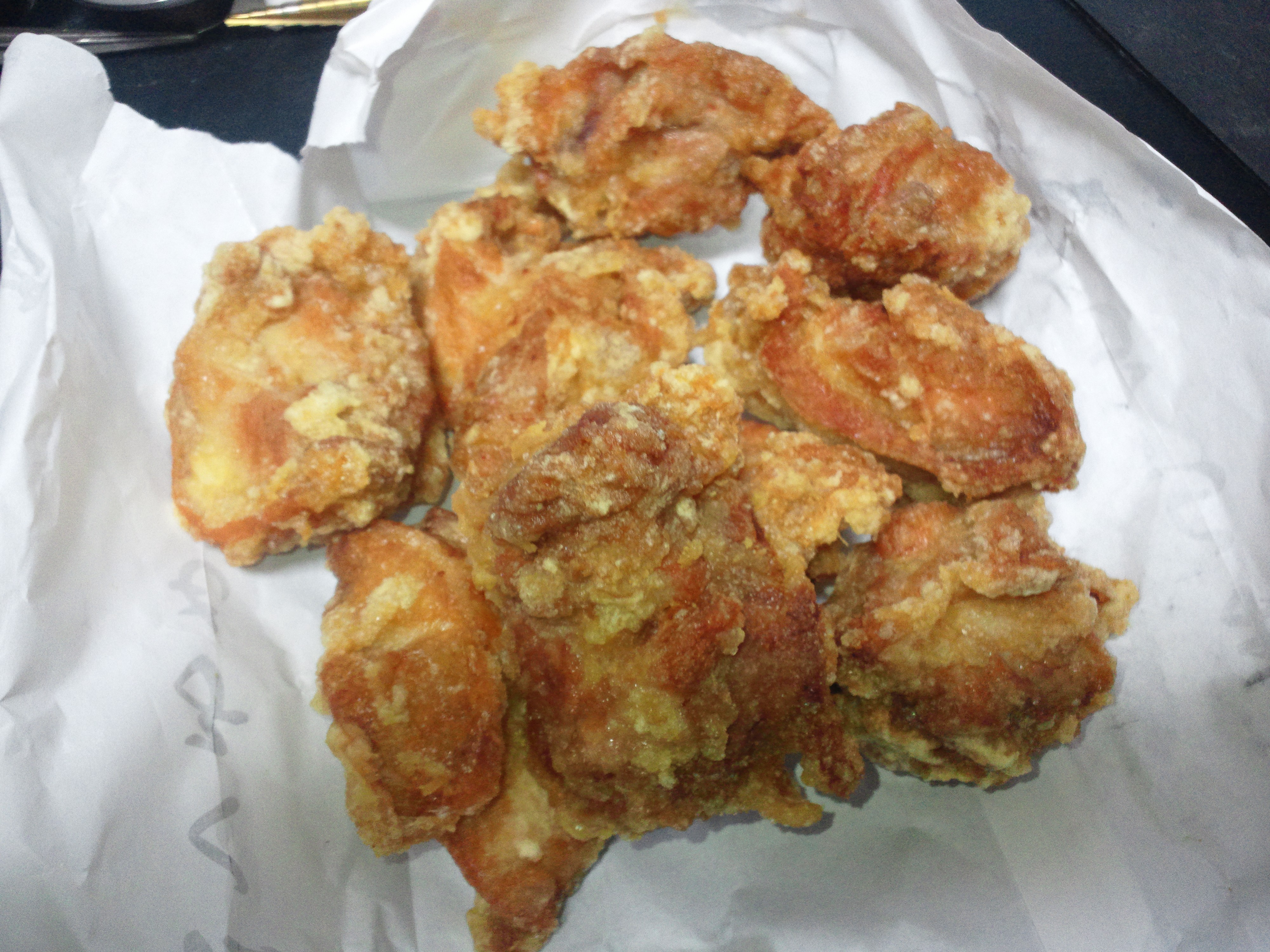
小樽なると屋 澄川店のザンギ（二人前・テイクアウト品）

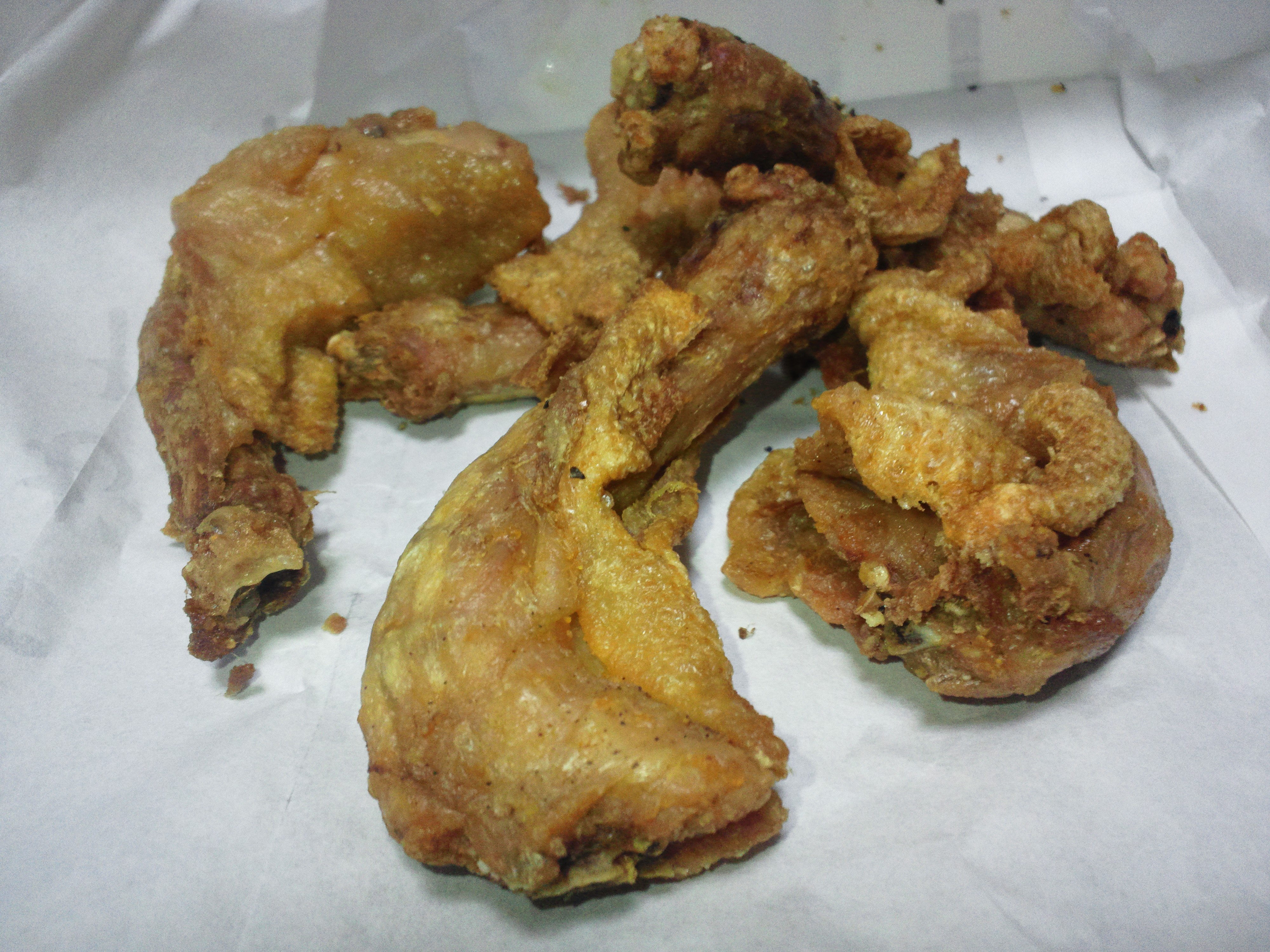
小樽なると屋 澄川店の若鶏ネック揚げ（テイクアウト品）

- 若鶏半身揚げ - 半身に切られた骨付きの鶏肉を使用。ネック（首の部分）・胸肉・手羽先・手羽元・もも肉まで味わえる。塩・こしょうで味付けしたものを素揚げにて調理し、そのまま提供される。
- ザンギ - 大振りに切られた鶏もも肉を使用。
- 若鶏ネック揚げ - ネック（首の部分）の肉を使用。
- 手羽先